# Rafał Marchewczyk
Rafał Czesław Marchewczyk (ur. w 1944 r. w Krakowie) – dyrygent, muzyk, animator kultury, członek opozycji antykomunistycznej w PRL.

## Życiorys
Absolwent Wydziału Teorii, Kompozycji i Dyrygentury w Państwowej Wyższej Szkole Muzycznej w Krakowie (uczeń Henryka Czyża). W latach 1966–1972 pianista i wokalista zespołu wokalno-instrumentalnego „Zdrój Jana”, działającego pod egidą Akademii Sztuk Pięknych w Krakowie. Od 1972 r. stale związany z Nową Hutą, w której zamieszkał, pracując jako nauczyciel muzyki. W latach 1976–1998 współpracował z krakowskim chórem męskim „Bard”, z którym zdobywał laury w konkursach w kraju i zagranicą. Od 1990 r. także dyrygent chóru „Krakowskiej Młodej Filharmonii” przy Zespole Państwowych Szkół Muzycznych im. Mieczysława Karłowicza w Krakowie, a następnie kierownik artystyczny i dyrygent Chóru „Vox Populi”. Był również kierownikiem artystycznym Światowego Festiwalu Zespołów Folklorystycznych w Rzeszowie oraz dwóch Ogólnopolskich Festiwali Muzyki Polskiej w Kraśniku. Prowadził też wiele koncertów w różnych krajach Europy.
Od 2001 r. stale współpracuje z Fundacją im. Brata Alberta i Fundacją Anny Dymnej „Mimo Wszystko”, uczestnicząc co roku w Ogólnopolskim Festiwalu Teatralno-Muzycznym Osób z Niepełnosprawnością Intelektualną „Albertiana” w Teatrze im. Słowackiego w Krakowie.

## Działalność opozycyjna
Od 1980 r. członek NSZZ „Solidarność”. W latach 1981–1989 uczestnik opozycji antykomunistycznej, kolporter wydawnictw tzw. drugiego obiegu oraz działacz podziemnych struktur nauczycielskiej „Solidarności”. Współpracował też z Radiem „Solidarność” w Krakowie oraz Radiem „Hutnik” i Tygodnikiem „Hutnik” w Nowej Hucie. Z początkiem stanu wojennego aresztowany na oczach uczniów w czasie lekcji prowadzonej w Szkole Podstawowej nr 126. Później wielokrotnie zatrzymywany i aresztowany przez milicję i Służbę Bezpieczeństwa.

## Odznaczenia i wyróżnienia
- Krzyż Oficerski Orderu Odrodzenia Polski (2012)[8]
- Krzyż Wolności i Solidarności (2018)[9].
- Medal „Niezłomny w słowie (2011)
- Medal „Dziękujemy za wolność” (2015)[10].

## Życie prywatne
Syn Czesława Marchewczyka, hokeisty i olimpijczyka, oraz Ireny. Brat Jacka Marchewczyka, lekarza i działacza opozycji w PRL, oraz Wojciecha Marchewczyka, dziennikarza i działacz opozycji w PRL. Mąż Anny, nauczycielki biologi.